# Bring the Noise
Bring the Noise ist ein Lied der US-amerikanischen Hip-Hop-Formation Public Enemy. Der Song wurde am 6. Februar 1988 als zweite Single des Albums It Takes a Nation of Millions to Hold Us Back veröffentlicht.

## Entstehung

### Version von Public Enemy
Das Lied wurde für den Soundtrack des Films Unter Null (Originaltitel: Less Than Zero) von Carlton Ridenhour, Hank Shocklee und Eric Sadler geschrieben. Die beiden letztgenannten gehören zur The Bomb Squad, die das Lied produzierten. Aufgenommen wurde das Lied in den Tonstudios Greene Street Recording sowie Chung King Studios in New York City. Bring the Noise war für die damalige Zeit ein Rapsong mit hohem Tempo. Während seinerzeit die meisten Rapsongs rund 99 BPM aufwiesen brachte es Bring the Noise auf deren 109. Textlich werden Vergleiche zu extrem korrupten Senatoren und die Drohungen der US-Regierung gezogen, Chuck D. zum Schweigen zu bringen, nachdem Terminator X zum Spaß eine Lügengeschichte über ihn erzählt hatte. Auch werden Radio-Sender kritisiert, die sich weigern, Songs von Public Enemy zu spielen. Des Weiteren richtet sich der Text an alle Kritiker, die Hip-Hop für „Krach“ halten. 

„Wenn sie sagen, dass meine Musik ‚Krach‘ wäre, wenn sie sagen, dass ich mich als Schwarzer in Amerika unerwartet verhalte, dann ist das okay. Ich mache dann halt noch mehr Krach.“

In der letzten Strophe preist Chuck D. die künstlerischen Verdienste des Hip-Hop im Vergleich zu Künstlern wie Yoko Ono und Sonny Bono, aber auch zu Metal-Bands wie Anthrax. Anfang 1987 besuchte Chuck D. ein Anthrax-Konzert und zeigte sich beeindruckt. Darüber hinaus trug Anthrax-Gitarrist Scott Ian bei Konzerten häufiger T-Shirts von Public Enemy.
Für Bring the Noise wurden zahlreiche Samples verwendet:
- It’s My Thing von Marva Whitney
- Funky Drummer, Get Up, Get into It, Get Involved und Give It Up or Turnit a Loose von James Brown
- Get Off Your Ass and Jam von Funkadelic
- Fantastic Freaks at the Dixie von DJ Grand Wizard Theodore
- I Don’t Know What This World Is Coming To von Soul Children
- Assembly Line von The Commodores

### Version von Anthrax
Nachdem die Band Anthrax ihre Nennung in der Originalversion mitbekamen bedankte sich die Band bei Public Enemy und Gitarrist Scott Ian schlug eine Zusammenarbeit vor. Als Anthrax Anfang 1990 ihr Album Persistence of Time aufnahmen vertrieben sich die Musiker die Zeit, um an einer Metal-Version von Bring the Noise zu arbeiten. Die Band schickte eine Demoaufnahme an Chuck D. Dieser zeigte sich zunächst skeptisch und schlug vor, zusammen etwas Neues aufzunehmen. Nachdem sich Chuck D. das Demo angehört hatte, meldete er sich bei Scott Ian und zeigte sich begeistert. Die gemeinsame Version wurde in den Conway Studios in Hollywood aufgenommen, wobei Scott Ian die dritte und vierte Strophe rappt. 
Ein Musikvideo wurde in Chicago gedreht, in dem beide Bands das Lied gemeinsam aufführen. Im Publikum befanden sich Fans beider Bands. Anthrax veröffentlichten ihre Version auf der Kompilation Attack of the Killer B’s und Public Enemy auf ihrem vierten Studioalbum Apocalypse 91... The Enemy Strikes Black. Die gemeinsame Version hatte anfangs ihre Probleme in den Medien, da weder MTV noch die Radiosender wussten, in welchen Sendungen das Lied gespielt werden sollte. Anthrax’ Version von Bring the Noise erreichte Platz 14 der britischen und Platz zehn der neuseeländischen Singlecharts. Es folgte eine gemeinsame Tournee.
Die Kollaboration zwischen Public Enemy und Anthrax sorgte für Erstaunen. In der ersten Strophe des Liedes wird Louis Farrakhan glorifiziert. Dieser ist der Anführer der Nation of Islam, einer Organisation von islamischen Afroamerikanern. Farrakhan äußerte sich häufig antisemitisch. Im Jahre 1989 äußerte sich Professor Griff von Public Enemy gegenüber The Washington Post dahin, dass Juden „böse sind“ und die Band „dies beweisen könne“. Griff wurde daraufhin von der Band gefeuert. Anthrax-Gitarrist Scott Ian, der jüdischen Glaubens ist, wurde in vielen Interviews gefragt, warum er mit solch einer Gruppe auf Tournee gehen würde.

„Wenn sie [Public Enemy] wirklich Juden und Weiße hassen würden, müssen sie wirklich gute Schauspieler sein. Wir haben gerade zwei Monate zusammen auf Tour verbracht und hatten die beste Zeit. Meine Einstellung ist, dass ich niemanden beurteile, bevor ich ihn nicht getroffen habe. Ich kannte Chuck und habe nicht für eine Sekunde gefühlt, dass er etwas Böses in sich trägt. Was er von Farrakhan hält, ist nicht meine Angelegenheit.“

## Rezeption
In der vom Magazin Rolling Stone veröffentlichten Liste der 500 besten Songs aller Zeiten belegte Bring the Noise Platz 162. VH1 veröffentlichte im Jahre 2006 eine Liste der 40 besten Metal-Songs, bei der Bring the Noise Platz zwölf belegte. Das Onlinemagazin Rap Reviews nannte Bring the Noise in der Version von Public Enemy und Anthrax als Wegbereiter des Nu Metal. Im Jahre 1995 wurde die Version von Anthrax und Public Enemy bei den Grammy Awards in der Kategorie Best Metal Performance nominiert, der Preis ging allerdings an die Band Soundgarden.